# بايلسا يونايتد
بايلسا يونايتد هو نادي كرة القدم مقره في يناجوا، نيجيريا. يلعب في دوري الدرجة الثانية في كرة القدم في نيجيريا. ملعب وطنهم هو ملعب نايجو البلدي أصبح الملعب غير قابل للعب بسبب الأمطار الغزيرة، لعبوا في موسم 2007-2008 في دلتا الدولة بلدة وغهارا.

## موسم 2008/2009
خلال موسم 2008-2009، واضطر للعب بايلسا ثلاث مباريات على ملعبه في عبدان بعد شغب جماهيره في دربي مع فتيان المحيط. ثم في استراحة العام الجديد أوقف الفريق من مواصلة جدولة زمني له في الدوري على الرغم من كونه على قمة الجدول. وكان هذا بسبب الديون المستحقة والرواتب.
في خطوة مفاجئة، عزل المستشار الفني Miekeme Fekete عندما كان لاعبي الفريق في طريقهم إلى برازافيل للعب في كأس الاتحاد الأفريقي.
فازوا في الدوري الممتاز النيجيري للمرة الأولى بعد التعادل 2-2 في واري وولفز FC يوم 14 يونيو، الأمر الذي يؤهلها ل2010 دوري أبطال أفريقيا. وإخماد الاحتفال بسبب أن القائد هابيل تايدور قتل على يد لصوص ساعة من بعد المباراة.